# Temporada 1905-1906 del FC Barcelona
La temporada 1905-06 va ser la 7a de la història del FC Barcelona. El club va quedar tercer al Campionat de Catalunya.

## Fets destacats
La temporada no va poder començar pitjor, va perdre 10-1 amb el Bilbao i va perdre el Campionat de Catalunya que finalment va guanyar el X (màxim rival en aquells moments, ja que l'Espanyol original va desaparèixer).
Després de molt mals resultats el club va entrar en una profunda crisi, i fins a 35 socis es van donar de baixa.
El creixent descens del suport popular va fer que el club prengués una decisió molt arriscada: convidar el Madrid per jugar un partit amistós, tot i les imprevisibles reaccions que podia provocar una derrota. Finalment el Barça, reforçat amb jugadors d'altres equips de la ciutat, va guanyar per 5 a 2, jugant un gran partit.
A partir d'aquí, es va iniciar la rivalitat extraesportiva amb els madrilenys, quan els jugadors i directius del Barça van abandonar el banquet que aquests els van oferir, els madridistes els van acomiadar amb crítiques i paraules poc amables i provocatives.

## Plantilla
Font:
| N.                            | Pos. | Nac. | Jugador            | Total | Total | C. Catalunya | C. Catalunya | Amistosos | Amistosos |
| N.                            | Pos. | Nac. | Jugador            | PJ    | Gols  | PJ           | Gols         | PJ        | Gols      |
| ----------------------------- | ---- | --- | ------------------ | ----- | ----- | ------------ | ------------ | --------- | --------- |
| —                             | POR  | [[Fitxer:Flag of Catalonia.svg\|23x15px\|border \|alt=Catalunya\|link=Selecció de futbol de Catalunya\|{{#if:\|]]                              | Joan Soler         | 9     | -8    | 6            | -8           | 3         | -         |
| —                             | POR  | [[Fitxer:Flag of Catalonia.svg\|23x15px\|border \|alt=Catalunya\|link=Selecció de futbol de Catalunya\|{{#if:\|]]                              | Romà Solà          | 12    | -2    | 3            | -2           | 9         | -         |
| —                             | DEF  | [[Fitxer:Flag of Catalonia.svg\|23x15px\|border \|alt=Catalunya\|link=Selecció de futbol de Catalunya\|{{#if:\|]]                              | Duran              | 17    | 0     | 7            | 0            | 10        | 0         |
| —                             | DEF  | [[Fitxer:Flag of Catalonia.svg\|23x15px\|border \|alt=Catalunya\|link=Selecció de futbol de Catalunya\|{{#if:\|]]                              | Soler II           | 10    | 0     | 7            | 0            | 3         | 0         |
| —                             | MIG  | [[Fitxer:Flag of the Valencian Community (2x3).svg\|23x15px\|border \|alt=País Valencià\|link=Selecció de futbol del País Valencià\|{{#if:\|]] | Josep Quirante     | 19    | 7     | 7            | 3            | 12        | 4         |
| —                             | MIG  | [[Fitxer:Flag of Catalonia.svg\|23x15px\|border \|alt=Catalunya\|link=Selecció de futbol de Catalunya\|{{#if:\|]]                              | Francesc Sanz      | 15    | 3     | 7            | 2            | 8         | 1         |
| —                             | MIG  | [[Fitxer:Flag of Catalonia.svg\|23x15px\|border \|alt=Catalunya\|link=Selecció de futbol de Catalunya\|{{#if:\|]]                              | Juli Marial        | 11    | 1     | 4            | 0            | 7         | 1         |
| —                             | MIG  | [[Fitxer:Flag of Catalonia.svg\|23x15px\|border \|alt=Catalunya\|link=Selecció de futbol de Catalunya\|{{#if:\|]]                              | Josep Ortiz        | 4     | 0     | 1            | 0            | 3         | 0         |
| —                             | MIG  | [[Fitxer:Flag of Catalonia.svg\|23x15px\|border \|alt=Catalunya\|link=Selecció de futbol de Catalunya\|{{#if:\|]]                              | Josep Vidal        | 1     | 0     | 1            | 0            | 0         | 0         |
| —                             | DAV  | [[Fitxer:Flag of Catalonia.svg\|23x15px\|border \|alt=Catalunya\|link=Selecció de futbol de Catalunya\|{{#if:\|]]                              | Jaume Vilà         | 9     | 1     | 6            | 0            | 3         | 1         |
| —                             | DAV  | [[Fitxer:Flag of Catalonia.svg\|23x15px\|border \|alt=Catalunya\|link=Selecció de futbol de Catalunya\|{{#if:\|]]                              | Romà Forns         | 13    | 5     | 5            | 3            | 8         | 2         |
| —                             | DAV  | [[Fitxer:Flag of Catalonia.svg\|23x15px\|border \|alt=Catalunya\|link=Selecció de futbol de Catalunya\|{{#if:\|]]                              | Esteve Flaquer     | 9     | 0     | 5            | 0            | 4         | 0         |
| —                             | DAV  | [[Fitxer:Flag of Catalonia.svg\|23x15px\|border \|alt=Catalunya\|link=Selecció de futbol de Catalunya\|{{#if:\|]]                              | Carlos Comamala    | 13    | 6     | 4            | 1            | 9         | 5         |
| —                             | DAV  | [[Fitxer:Flag of Portugal.svg\|23x15px\|border \|alt=Portugal\|link=Selecció de futbol de Portugal\|{{#if:\|]]                                 | Virgilio Da Costa  | 6     | 6     | 4            | 6            | 2         | 0         |
| —                             | DAV  | [[Fitxer:Flag of Catalonia.svg\|23x15px\|border \|alt=Catalunya\|link=Selecció de futbol de Catalunya\|{{#if:\|]]                              | Joan Bargunyó      | 4     | 3     | 3            | 3            | 1         | 0         |
| —                             | DAV  | [[Fitxer:Flag of England.svg\|23x15px\|border \|alt=Anglaterra\|link=Selecció de futbol d'Anglaterra\|{{#if:\|]]                               | Stanley Harris     | 6     | 2     | 3            | 1            | 3         | 1         |
| —                             | DAV  | [[Fitxer:Flag of the German Empire.svg\|23x15px\|border \|alt=Imperi Alemany\|link=Selecció de futbol d'Alemanya\|{{#if:\|]]                   | Udo Steinberg      | 6     | 2     | 2            | 2            | 4         | 0         |
| —                             | DAV  | [[Fitxer:Flag of Catalonia.svg\|23x15px\|border \|alt=Catalunya\|link=Selecció de futbol de Catalunya\|{{#if:\|]]                              | Alfredo Gil        | 6     | 2     | 1            | 0            | 5         | 2         |
| —                             | DAV  | [[Fitxer:Flag of Catalonia.svg\|23x15px\|border \|alt=Catalunya\|link=Selecció de futbol de Catalunya\|{{#if:\|]]                              | George Noble       | 1     | 0     | 1            | 0            | 0         | 0         |
| Equip reserva                 |      | |                    |       |       |              |              |           |           |
| —                             | POR  | [[Fitxer:Flag of Catalonia.svg\|23x15px\|border \|alt=Catalunya\|link=Selecció de futbol de Catalunya\|{{#if:\|]]                              | Font               | 1     | 0     | 0            | 0            | 1         | -         |
| —                             | DEF  | [[Fitxer:Flag of Catalonia.svg\|23x15px\|border \|alt=Catalunya\|link=Selecció de futbol de Catalunya\|{{#if:\|]]                              | Albert Almasqué    | 3     | 0     | 0            | 0            | 3         | 0         |
| —                             | DEF  | [[Fitxer:Flag of Scotland.svg\|23x15px\|border \|alt=Escòcia\|link=Selecció de futbol d'Escòcia\|{{#if:\|]]                                    | John Hamilton      | 1     | 0     | 0            | 0            | 1         | 0         |
| —                             | MIG  | [[Fitxer:Flag of Catalonia.svg\|23x15px\|border \|alt=Catalunya\|link=Selecció de futbol de Catalunya\|{{#if:\|]]                              | Manuel Soler       | 1     | 0     | 0            | 0            | 1         | 0         |
| —                             | MIG  | [[Fitxer:Flag of Catalonia.svg\|23x15px\|border \|alt=Catalunya\|link=Selecció de futbol de Catalunya\|{{#if:\|]]                              | Lluís Moret        | 1     | 0     | 0            | 0            | 1         | 0         |
| —                             | DAV  | [[Fitxer:Flag of Catalonia.svg\|23x15px\|border \|alt=Catalunya\|link=Selecció de futbol de Catalunya\|{{#if:\|]]                              | Puig               | 1     | 0     | 0            | 0            | 1         | 0         |
| —                             | DAV  | [[Fitxer:Flag of the Philippines.svg\|23x15px\|border \|alt=Filipines\|link=Selecció de futbol de les Filipines\|{{#if:\|]]                    | Manuel Amechazurra | 1     | 1     | 0            | 0            | 1         | 1         |
| —                             | DAV  | [[Fitxer:Flag of Catalonia.svg\|23x15px\|border \|alt=Catalunya\|link=Selecció de futbol de Catalunya\|{{#if:\|]]                              | Ponsà              | 1     | 0     | 0            | 0            | 1         | 0         |
| —                             | DAV  | [[Fitxer:Flag of Spain (1785–1873, 1875–1931).svg\|23x15px\|border \|alt=Espanya\|link=Selecció de futbol d'Espanya\|{{#if:\|]]                | Gustavo Green      | 1     | 0     | 0            | 0            | 1         | 0         |
| Jugadors convidats o puntuals |      | |                    |       |       |              |              |           |           |
| —                             | POR  | [[Fitxer:Flag of Catalonia.svg\|23x15px\|border \|alt=Catalunya\|link=Selecció de futbol de Catalunya\|{{#if:\|]]                              | Pere Gibert        | 1     | 0     | 0            | 0            | 1         | -         |
| —                             | DEF  | [[Fitxer:Flag of Catalonia.svg\|23x15px\|border \|alt=Catalunya\|link=Selecció de futbol de Catalunya\|{{#if:\|]]                              | Francesc Bru       | 3     | 0     | 0            | 0            | 3         | 0         |
| —                             | DEF  | [[Fitxer:Flag of Catalonia.svg\|23x15px\|border \|alt=Catalunya\|link=Selecció de futbol de Catalunya\|{{#if:\|]]                              | Joaquim Carril     | 1     | 0     | 0            | 0            | 1         | 0         |
| —                             | DEF  | [[Fitxer:Flag of Spain.svg\|23x15px\|border \|alt=Espanya\|link=Selecció de futbol d'Espanya\|{{#if:\|]]                                       | Franco I           | 1     | 0     | 0            | 0            | 1         | 0         |
| —                             | DEF  | [[Fitxer:Flag of Catalonia.svg\|23x15px\|border \|alt=Catalunya\|link=Selecció de futbol de Catalunya\|{{#if:\|]]                              | Josep Martí        | 1     | 0     | 0            | 0            | 1         | 0         |
| —                             | MIG  | [[Fitxer:Flag of Spain.svg\|23x15px\|border \|alt=Espanya\|link=Selecció de futbol d'Espanya\|{{#if:\|]]                                       | Guillermo Galiardo | 3     | 0     | 0            | 0            | 3         | 0         |
| —                             | MIG  | [[Fitxer:Flag of Catalonia.svg\|23x15px\|border \|alt=Catalunya\|link=Selecció de futbol de Catalunya\|{{#if:\|]]                              | Josep Maria Soler  | 2     | 0     | 0            | 0            | 2         | 0         |
| —                             | MIG  | [[Fitxer:Flag of Catalonia.svg\|23x15px\|border \|alt=Catalunya\|link=Selecció de futbol de Catalunya\|{{#if:\|]]                              | Enric Peris        | 1     | 0     | 0            | 0            | 1         | 0         |
| —                             | MIG  | [[Fitxer:Flag of Catalonia.svg\|23x15px\|border \|alt=Catalunya\|link=Selecció de futbol de Catalunya\|{{#if:\|]]                              | Josep Femenia      | 1     | 0     | 0            | 0            | 1         | 0         |
| —                             | MIG  | [[Fitxer:Flag of Catalonia.svg\|23x15px\|border \|alt=Catalunya\|link=Selecció de futbol de Catalunya\|{{#if:\|]]                              | Alfons Almasqué    | 1     | 0     | 0            | 0            | 1         | 0         |
| —                             | DAV  | [[Fitxer:Flag of Catalonia.svg\|23x15px\|border \|alt=Catalunya\|link=Selecció de futbol de Catalunya\|{{#if:\|]]                              | Enric Barraquer    | 4     | 3     | 0            | 0            | 4         | 3         |
| —                             | DAV  | [[Fitxer:Flag of Catalonia.svg\|23x15px\|border \|alt=Catalunya\|link=Selecció de futbol de Catalunya\|{{#if:\|]]                              | Emili Sampere      | 3     | 1     | 0            | 0            | 3         | 1         |
| —                             | DAV  | [[Fitxer:Flag of Catalonia.svg\|23x15px\|border \|alt=Catalunya\|link=Selecció de futbol de Catalunya\|{{#if:\|]]                              | Brau               | 3     | 0     | 0            | 0            | 3         | 0         |
| —                             | DAV  | [[Fitxer:Flag of England.svg\|23x15px\|border \|alt=Anglaterra\|link=Selecció de futbol d'Anglaterra\|{{#if:\|]]                               | Charles Wallace    | 2     | 2     | 0            | 0            | 2         | 2         |
| —                             | DAV  | [[Fitxer:Flag of Catalonia.svg\|23x15px\|border \|alt=Catalunya\|link=Selecció de futbol de Catalunya\|{{#if:\|]]                              | Àngel Ponz         | 1     | 2     | 0            | 0            | 1         | 2         |
| —                             | DAV  | [[Fitxer:Flag of Spain.svg\|23x15px\|border \|alt=Espanya\|link=Selecció de futbol d'Espanya\|{{#if:\|]]                                       | Franco II          | 1     | 0     | 0            | 0            | 1         | 0         |

1. ↑  Sense dades de tres gols del partit de la segona volta contra el Català.
2. ↑  S'inclouen els jugadors del club que no van disputar parits oficials durant la temporada.
3. 1 2 3 4 5  Era jugador del Club X.
4. 1 2 3 4 5  Era jugador de l'Internacional.
5. 1 2 3 4  Era jugador del Català.
6. ↑  Era jugador de l'Espanyol.
7. ↑  Era jugador del Club X. Va disputar tres partits, un com a porter, un com a mig i un com a davanter.

## Competicions
| Competició   | Pos. | PJ | PG | PE | PP | GF | GC | Campió |
| ------------ | ---- | -- | -- | -- | -- | -- | -- | ------ |
| C. Catalunya | 3r   | 7  | 4  | 0  | 3  | 21 | 10 | FC X   |

- Inclòs el partit contra el Joventut, equip retirat un cop començada la competició.

## Partits

### Amistosos
| 17 desembre 1905 | FC Barcelona | 2 - 0 | FC Internacional | Barcelona             |  |
|                  | Quirante     |       |                  | Associacio · Darner · |  |

| 15 abril 1906 | Athletic Club | 10 - 1 | FC Barcelona | Bilbao             |  |
|               |               |        | Sampere      | Lamiacio · Arana · |  |

| 17 abril 1906 | Recreacion Club | 3 - 1 | FC Barcelona | Sant Sebastià         |  |
|               |                 |       | Harris       | Recreacion · Mendez · |  |

| 22 abril 1906 | FC Barcelona              | 5 - 3 | Català FC | Barcelona           |  |
|               | Forns · C.Comamala · Vila |       |           | Muntaner · Morris · |  |

| 6 maig 1906 | FC Barcelona | 1 - 0 | FC X | Barcelona              |  |
|             | Gil          |       |      | Muntaner · Barraquer · |  |

| 13 maig 1906 | FC Barcelona             | 5 - 2 | Madrid FC           | Barcelona                                 |  |
|              | С.Wallace · Ponz · Forns |       | Melendez · Revuelto | Muntaner · 3000 espectadors · Degollada · |  |

| 20 maig 1906 | FC Barcelona | 1 - 4 | FC Internacional | Barcelona          |  |
|              | Gil          |       |                  | Muntaner · Green · |  |

| 10 juny 1906 | FC Barcelona | 1 - 2 | FC X | Barcelona              |  |
|              | C.Comamala   |       |      | Muntaner · Rodriguez · |  |

| 24 juny 1906 | FC Barcelona | 0 - 0 | FC X | Barcelona              |  |
|              |              |       |      | Sabadell · Degollada · |  |

| 21 juliol 1906 | FC Barcelona              | 4 - 0 | FC X | Barcelona       |  |
|                | Marial · Barraquer · Sanz |       |      | Salut · Marti · |  |

### Copa Salut
| 17 juny 1906 | FC Barcelona           | 2 - 4 | FC X | Barcelona        |  |
|              | Barraguer · C.Comamala |       |      | Salut · Darner · |  |

| 1 juliol 1906 | FC Barcelona           | 3 - 3 | FC Internacional | Barcelona       |  |
|               | Quirante · Amechazurra |       |                  | Salut · Balat · |  |

### Campionat de Catalunya
| Pos | Equip            | PJ | PG | PE | PP | GF | GC | DG  | Pts |
| --- | ---------------- | -- | -- | -- | -- | -- | -- | --- | --- |
| 2   | FC Internacional | 6  | 4  | 0  | 2  | 11 | 9  | +2  | 8   |
| 3   | FC Barcelona     | 6  | 3  | 0  | 3  | 16 | 10 | +6  | 6   |
| 4   | Català FC        | 6  | 0  | 0  | 6  | 2  | 13 | −11 | 0   |

| 7 gener 1906    | Català FC | 0 - 3 | FC Barcelona                | Barcelona                               |  |
| 15:40 Jornada 1 |           |       | Forns · Quirante · Bargunyó | Camp de l'Hospital Clínic · Degollada · |  |

| 14 gener 1906 | FC Internacional      | 4 - 2 | FC Barcelona         | Barcelona                          |  |
| Jornada 2     | Gol · Gol · Gol · Gol |       | Steinberg · Bargunyó | Camp de l'Hospital Clínic · Vila · |  |

| 28 gener 1906 | FC Barcelona | 1 - 2 | FC X      | Barcelona                           |  |
| Jornada 4     | Steinberg    |       | Gol · Gol | Camp del carrer Muntaner · Carril · |  |

| 4 febrer 1906 | FC Barcelona                   | 5 - 0 | Joventut FC | Barcelona                          |  |
| Jornada 5     | Bargunyó · Da Costa · Quirante |       |             | Camp de l'Hospital Clínic · Grau · |  |

| 4 març 1906 | FC X     | 2 - 0 | FC Barcelona | Barcelona                         |  |
| Jornada 6   | Galiardo |       |              | Camp del carrer Muntaner · Gros · |  |

| 25 març 1906 | FC Barcelona        | 5 - 2   | Català FC | Barcelona                          |  |
| Jornada 9    | Comamala · Harris · | pag.178 | Martí ·   | Camp del carrer Muntaner · Ortiz · |  |

| 1 abril 1906     | FC Barcelona            | 5 - 0 | FC Internacional | Barcelona                             |  |
| 16:00 Jornada 10 | Forns · Sanz · Quirante |       |                  | Camp del carrer Muntaner · Shimping · |  |

1. ↑  Com que el Joventut es retirà, aquest partit no està reflectit en la classificació.
2. ↑  Aquest partit havia estat ajornat l'11-02-1906, per la pluja, quan ja havia començat.